# Đặng Văn Hòa
Đặng Văn Hòa (1791 - 1856) là một quan đại thần dưới triều đại nhà Nguyễn. Làm quan gần 40 năm, nằm giữ những chức vụ quan trọng từ tổng đốc đến thượng thư, ông là một “Nguyên lão tứ triều”, có nhiều đóng góp trên các lĩnh vực chính trị, nông nghiệp và văn hóa cho nhà nước Đại Nam.

## Xuất thân
Đặng Văn Hòa hiệu Lễ Trai, sinh ngày 25 tháng 6 năm Tân Hợi (1791) thuộc dòng họ Đặng làng Hà Trung, tổ tiên nhập tịch làng Bác Vọng Đông, huyện Quảng Điền, cư trú ở quê ngoại là làng Thanh Lương (nay thuộc Hương Xuân, Hương Trà, Thừa Thiên Huế). Trong các văn bia và tư liệu cổ, ông được ghi dưới tên Đặng Văn Thiêm: là con trưởng của Trung phụng Đại phu Đặng Quang Tuấn và Phan Thị Hãn, khi nhỏ có tên là Đặng Văn Hòa, sau này con trai thứ của ông là Đặng Huy Cát (1832 - 1899) lấy Công chúa Tĩnh Hòa, con gái thứ 34 của vua Minh Mệnh, nên đã xin đổi từ Văn Hòa sang Văn Thiêm.
Sinh trưởng trong một nếp nhà thi thư, ngay khi còn nhỏ, Đặng Văn Hòa (Đặng Văn Thiêm) đã được phụ thân Trung phụng Đại phu vốn là một thầy giáo làng, chú tâm bồi dưỡng kiến thức Nho học toàn diện.

## Sự nghiệp
Năm Gia Long thứ 12 (1813), triều đình mở khoa thi Hương đầu tiên ở Thừa Thiên, Đặng Văn Hòa dự thi và đỗ Hương cống. Hai năm sau, ông được tuyển vào học ở Cống sĩ Viện (tức là Quốc tử giám) để chuẩn bị thi tiến sĩ, rồi đến năm 1819 được bổ nhiệm làm Tri huyện Hà Đông, rồi Quảng Nam. Từ đó ông dần thăng tiến nhiều chức vụ quan trọng: Lang trung Bộ Binh, Tham hiệp rồi Hiệp trấn Thanh Hóa (1822-1827), Tham tri Binh tào lãnh Hộ tào Bắc Thành, được cử làm chủ khảo khoa thi hương Mậu Tý trường Bắc Thành (1828). Năm 1830, ông giữ việc Hộ (coi sổ sách quân dân) ở Bắc Thành, trước tình thế trong ngoài bất ổn, ông tự mình đặt kế sách đối phó với nhà Thanh, ngăn chặn đem tiền giả mang sang để mua hàng, định lại thuế cho lái buôn nhà Thanh và cấm họ mang thuốc phiện sang bán.
Năm 1831 làm quyền Tổng trấn Bắc Thành, cầm quân lên Lai Châu đánh quân Thanh xâm phạm biên giới và lấy lại đồn Phong Thổ. Cùng năm Vua Minh Mạng phân khu vực hành chính cấp tỉnh, Bắc Thành Thăng Long đổi thành tỉnh Hà Nội, bãi bỏ chức Tổng trấn, bổ nhiệm Đặng Văn Hòa làm Tổng đốc Hà Nội (1831), sau khi nhậm chức ông đã cho vẽ ngay bản đồ Hà Nội, mở rộng đường thiên lý từ Hà Nội đến Phú Xuyên, và dựng trường thi Hà Nội (khu vực Thư viện Quốc gia ngày nay), sau làm Tổng đốc Định Yên (1832-1835).
Năm Minh Mạng thứ 16 (1835) gia thưởng hàm Thái tử Thiếu bảo, hàm Thượng thư bộ Binh, giữ chức tổng đốc Hà - Ninh kiêm Hữu đô ngự sử Viện đô sát. Ông đã có công trong việc tổ chức binh bị, dựng trường thi (1838), đắp đường quai và mỏ kè ở Hà Nội, mở rộng sông Hoàng Giang, đào sông Cửu An ở Hưng Yên, đắp thành Nam Định, Hưng Yên, đắp để ngăn mặn ở Ninh Bình. Năm 1837, ông cho sửa Khuê văn các ở Văn miếu. Trước cảnh chùa Diên Hựu đổ nát, ông quyên góp tiền thập phương và giao cho con trai là Ngự y Đặng Tá trông nom việc sửa chữa tiền đường, hành lang tả hữu, gác chuông và tam quan. Ngày ấy, nhà cửa ở Hà Nội thường làm bằng tre gỗ, ông đã cho sắp xếp lại đường phố. Mỗi khi nhà dân bị cháy, ông cưỡi voi đốc thúc binh lính và cùng dân chữa cháy, lại tổ chức cứu trợ ngay cho các gia đình bị nạn, nghiêm cấm nha lại không được tơ hào đồng tiền bát gạo của dân. Năm 1838, ông xin lập miếu Hỏa thần ba gian ở thôn Yên Nội, huyện Thọ Xương (nay ở 30 phố Hàng Điếu).
Tháng 3 năm Minh Mạng thứ 20 (1839), làm Thượng thư Bộ Công, kiêm quản Hàn Lâm viện, sung chức Cơ Mật viện đại thần, ông có công trong việc chế tạo đạn lan can và liên châu, lập xưởng thủy sư ở Thanh Phước (Hương Phong - Hương Trà), xây dựng lũy đá Chiên Đàn và pháo đài ở Quảng Nam. Năm 1840, ông giữ chức Thự Tổng đốc rồi thăng Tổng đốc Bình - Phú (Bình Định - Phú Yên). Tại đây ông có công tổ chức lại việc quan điền để trừ nạn hào lý chiếm ruộng đất tốt. Năm Thiệu Trị thứ 3 (1843) chuyển ra làm Tổng đốc Định - Yên (Nam Định - Hưng Yên).
Tháng 5 năm 1843, ông được điều về kinh giữ chức Thượng thư Bộ Hình, kiêm Quản ấn triện Đại Lý tự, gia hàm Hiệp biện Đại học sĩ, sung đại thần Cơ Mật viện (1843-1845). Sau đổi Thượng thư Bộ Lễ (1846). Mùa thu năm 1846, ông tiếp tục được điều ra Bắc, làm Tổng đốc Hà Ninh (1846-1847), Định Yên (1847-1848). Năm 1847, ông cho khơi sâu lòng hào quanh bãi chiến trường xưa, lấy 15 mẫu đất ở hai trại Nam Đồng và Thịnh Quang làm nghĩa địa, cho thu nhặt hài cốt lập thành 13 gò đống, lại sai dựng chùa đúc chuông cúng các cô hồn. Sau ông được triệu về triều giữ lại Thượng thư Bộ Hình sung Cơ Mật Viện đại thần (1850-1855), rồi làm Khâm sai đại thần đi kinh lý Bình Phú (1851), về kiêm thêm Bộ Công, cuối cùng làm Tổng tài Quốc Sử Quán cho đến khi mất tại chức ngày 20 tháng 6 năm Bính Thìn (22/6/1856). Từ việc xét xử công minh, ông được vua Tự Đức phong Văn minh điện Đại học sĩ và tặng thưởng Kim khánh khắc bốn chữ “Cựu đức thuần thành”. Bài vị ông được đưa vào đền Hiền Lương năm 1858, nơi thờ các công thần triều Nguyễn. Dân làng Thanh Lương đã tạc tượng Đặng Văn Hòa thờ tại ngôi chùa làng..

## Nhận định
Đặng Văn Hòa được vua yêu, dân mến. Vua Minh Mạng từng khen:
“Tài cao đức trọng, giỏi chính sự, khéo khuyến khích hướng dẫn nhân dân, khiến nhân dân yên vui làm ăn”.
Năm 1851, khi làm Thượng thư bộ Hình, ông được vua Tự Đức ban Kim khánh có khắc bốn chữ Cựu đức thuần thành ("Đức xưa thành thực luyện đạt”). Nhân dân Thừa Thiên có câu truyền tụng:
Bác ngạn thanh liêm
Đường xuyên trung ái.
Hoàng giáp Lê Đình Diên, Đốc học Hà Nội, trong bài tựa cuốn Nhĩ, Hoàng di ái của Đặng Huy Trứ đã viết:
“Diên tôi hồi còn trẻ ở Nam Định từng được nghe vang danh Tổng đốc họ Đặng. Ngài thực là một bậc danh gia cự phách, ở ngôi tứ trụ của triều đình làm rạng rỡ cho gia tộc và có thể làm khuôn mẫu cho các bậc mũ áo…”.
Tiến sĩ Nguyễn Hữu Tạo ở Đông Ngạc, huyện Từ Liêm viết:
“Tướng công Lễ Trai dáng mạo khôi ngô, cao lớn, lại giữ yên đất nước, lo cho dân chẳng khác gì thần Chân Vũ. Thần che chở cho dân nơi cõi âm. Tướng công giúp dân nơi dương thế. Dân tộc kính người như thần, nên ca ngợi và suy tôn là Thánh Đồng Đen”.
Năm 1996, tại lễ kỷ niệm 205 năm ngày sinh và 140 năm ngày mất của Đặng Văn Hòa, nhà thơ Chu Hà đã có thơ tưởng niệm:
“Vị dân chí kế”, “Thánh Đồng Đen”,
“Cựu đức” sao Khuê, tượng tạc truyền.
“Dân hữu cơ hàn” lòng lửa đốt,
Nước lâm tai họa, giấc sao yên.
Nhĩ, Hoàng sóng dậy ân, tình, nghĩa,
Bồ, Đỉnh dòng tuôn trí, đức, liêm.
Một Cột, Khuê Văn còn mãi mãi
Nghìn năm công đức rạng tiên hiền!